# Fudbalski klub Zvijezda 09
Il Fudbalski klub Zvijezda 09 (in serbo cirillico Фудбалски клуб Звијезда 09), conosciuto semplicemente come Zvijezda 09, è una squadra di calcio di Bijeljina, una città  nella Repubblica Srpska (Bosnia ed Erzegovina).

## Nome
La società prende il nome dallo Zvijezda
, un monte di 1349 metri s.l.m. situato fra Vareš ed Olovo, nella catena delle Alpi Dinariche.

## Storia

### FK Zvijezda Brgule
Nasce il 14 gennaio 1980 a Brgule (un villaggio nel comune di Vareš) grazie a Pero Stanišić. Il primo campo di gioco è lo stadio Borovača. Negli anni della Jugoslavia socialista disputa i campionati della Lega Municipale di Ilijaš (Opštinska liga Ilijaš) prima, e nella Lega Municipale di Visoko (Opštinska liga Visoko) in seguito, tornei di basso livello. Alla fine della guerra la società viene sciolta.

### FK Zvijezda 09
Viene rifondata nel 2009 a Etno selo Stanišići (un villaggio etnico fondato dalla famiglia Stanišić), a 3 km da Bijeljina. Il primo campo di gioco è lo stadio Napretka di Dijelovi e vi rimane fino al termine della stagione 2011-12. Successivamente si trasferisce allo S.C. “Savo Milošević”, un centro sportivo nel complesso di Etno selo. Ma con la promozione in Premijer liga il suddetto centro non aveva i requisiti richiesti per la massima serie, così Stanišić compra il Gradski stadion di Ugljevik per disputare regolarmente il campionato.
Nel 2009 viene inserita nella divisione più bassa, la Šesta liga Republike Srpske, ma in pochi anni, grazie a varie promozioni consecutive, raggiunge la massima divisione nel 2018. Nella stagione 2013-14 per la prima volta si è qualificata per la Kup Republike Srpske .

## Cronistoria
| 2009–10 | Šesta liga Republike Srpske       | VII | ???       |                           | n.q.       | n.q.       |
| 2010–11 | Šesta liga Republike Srpske       | VII | 1º        | Promossa in 5.liga        | n.q.       | n.q.       |
| 2011–12 | Peta liga Republike Srpske        | VI  | 1º        | Promossa in 4.liga        | n.q.       | n.q.       |
| 2012–13 | Četvrta liga Republike Srpske     | V   | 1º        | Promossa in 3.liga        | n.q.       | n.q.       |
| 2013–14 | Treća liga Republike Srpske       | IV  | 1º        | Promossa in 2.liga        | n.q.       | Quarti     |
| 2014–15 | Druga liga Republike Srpske - Est | III | 1º su 14  | Promossa in 1.liga        | n.q.       | Sedicesimi |
| 2015–16 | Prva liga Republike Srpske        | II  | 5º su 12  |                           | n.q.       | ???        |
| 2016–17 | Prva liga Republike Srpske        | II  | 10º su 12 |                           | n.q.       | Sedicesimi |
| 2017–18 | Prva liga Republike Srpske        | II  | 1º su 12  | Promossa in Premijer liga | Semifinali | Ottavi     |
| 2018–19 | Premijer liga BiH                 | I   |           |                           | Ottavi     | Sedicesimi |

## Palmarès

### Competizioni nazionali
- Prva liga Republike Srpske: 1

2017-2018

## Organico

### Rosa 2019-2020
Aggiornata al 25 maggio 2020.
| N. |                                 | Ruolo | Calciatore           |
| -- | ------------------------------- | ----- | -------------------- |
| 3  | Bosnia ed Erzegovina (bandiera) | D     | Vladan Mandić        |
| 6  | Brasile (bandiera)              | D     | Caique Chagas        |
| 7  | Serbia (bandiera)               | C     | Milivoje Lazić       |
| 8  | Serbia (bandiera)               | C     | Igor Blagojević      |
| 10 | Bosnia ed Erzegovina (bandiera) | A     | Antonio Vidović      |
| 11 | Bosnia ed Erzegovina (bandiera) | C     | Ognjen Đelmić        |
| 12 | Bosnia ed Erzegovina (bandiera) | P     | Strahinja Manojlović |
| 13 | Bosnia ed Erzegovina (bandiera) | A     | Stefan Rakić         |

| N. |                                 | Ruolo | Calciatore                      |
| -- | ------------------------------- | ----- | ------------------------------- |
| 14 | Bosnia ed Erzegovina (bandiera) | D     | Kristijan Tojčić                |
| 15 | Serbia (bandiera)               | A     | Goran Šujić                     |
| 16 | Nigeria (bandiera)              | A     | Ejike Uzoenyi                   |
| 20 | Bosnia ed Erzegovina (bandiera) | D     | Vukašin Benović                 |
| 22 | Bosnia ed Erzegovina (bandiera) | C     | Dejan Popara                    |
| 23 | Bosnia ed Erzegovina (bandiera) | C     | Aleksandar Vojinović (capitano) |
| 27 | Bosnia ed Erzegovina (bandiera) | D     | Luka Janković                   |
| 31 | Bosnia ed Erzegovina (bandiera) | D     | Bojan Marković                  |